# Comarca

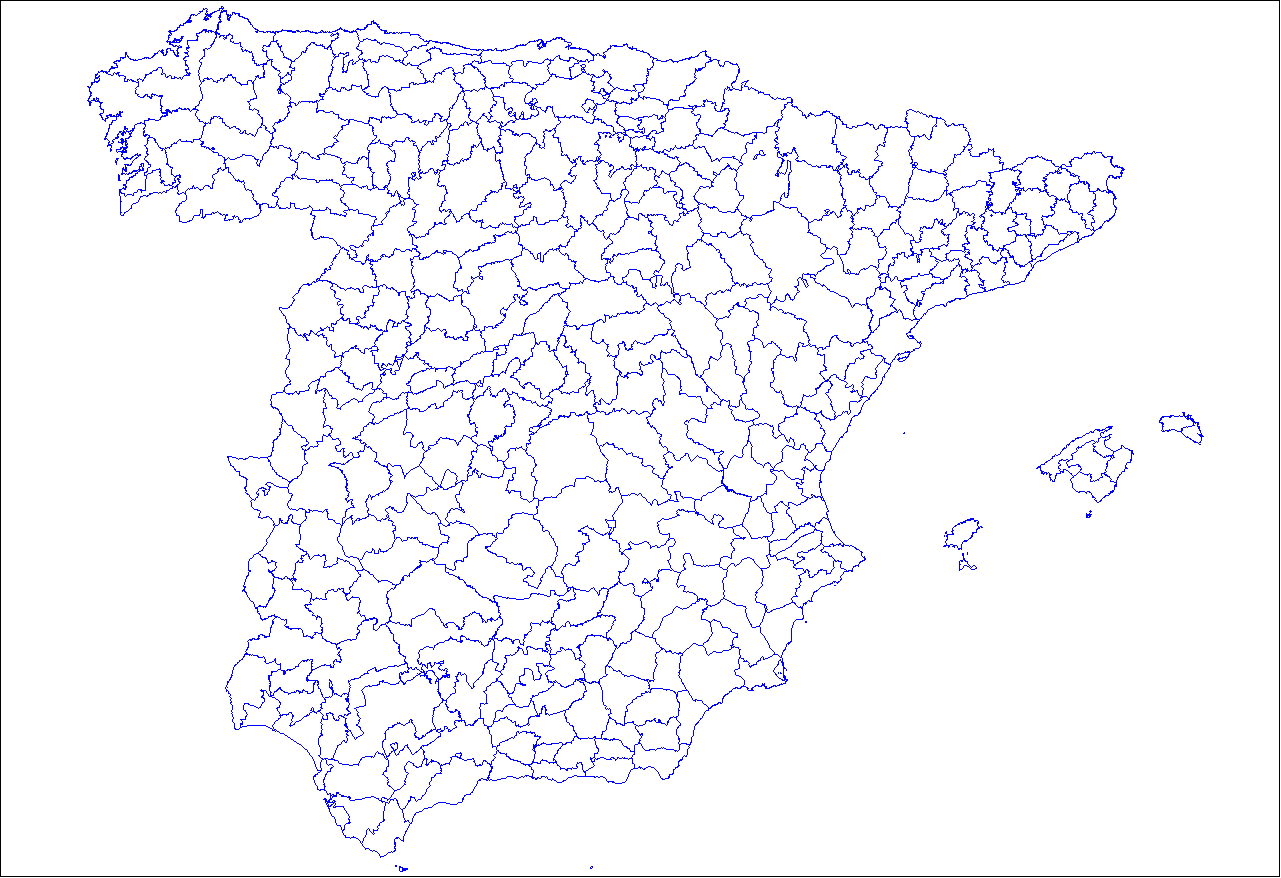
Comarki Hiszpanii

Comarca – jednostka podziału terytorialnego w Hiszpanii, Panamie, Nikaragui, Portugalii, Brazylii oraz (historycznie) w części południowej Francji. Nazwa ta początkowo była synonimem słowa marca – granica, prowincja graniczna, marchia. Z czasem uzyskała znaczenie bliskie hrabstwu.
Współcześnie w języku hiszpańskim comarca to ogólne określenie jednostki administracyjnej II rzędu – odpowiednika polskiego powiatu. Z prawnego punktu widzenia w Hiszpanii jednostki te są związkami gmin. Wprowadzenie tego podziału leży całkowicie w gestii poszczególnych prowincji, dlatego też w niektórych prowincjach comarki oficjalnie noszą inną nazwę lub nawet w ogóle nie istnieją. Również ich status i kompetencje są bardzo różne.

## Comarki w Katalonii
Comarki odgrywają znaczącą rolę w Katalonii, która jako pierwsza nadała im osobowość prawną. Rady comarek są wybierane w wyborach bezpośrednich i posiadają dość szerokie uprawnienia. Podział na comarki w świadomości Katalończyków funkcjonuje jako „swój”, w opozycji do narzuconego przez Hiszpanię podziału na prowincje. Został on dokonany na poziomie całej wspólnoty autonomicznej, a granice kilku comarek przecinają granice prowincji. Katalończycy tradycyjnie dzielą na comarki również te części historycznej Katalonii, które obecnie należą do innych wspólnot i państw.